# 格朗韦勒和勒佩勒诺
格朗韦勒和勒佩勒诺（法語：Grandvelle-et-le-Perrenot，法語發音：[ɡʁɑ̃vɛl e lə pɛʁno]）是法国上索恩省的一个市镇，属于沃苏勒区。该市镇于1806年由原市镇格朗韦勒（Grandvelle）和勒佩勒诺（Le Perrenot）合并而成。

## 地理
格朗韦勒和勒佩勒诺（47°30'32"N, 5°59'43"E）面积10.44 平方千米，位于法国勃艮第-弗朗什-孔泰大區上索恩省，该省份为法国东部内陆省份，北起顺时针与孚日省、贝尔福地区省、杜省、汝拉省、科多尔省和上马恩省接壤。
与格朗韦勒和勒佩勒诺接壤的市镇（或旧市镇、城区）包括：马耶和沙兹洛、布吉尼翁-莱拉沙里泰、列夫朗、迈济耶尔、讷韦勒莱拉沙里泰。
格朗韦勒和勒佩勒诺的时区为UTC+01:00、UTC+02:00（夏令时）。

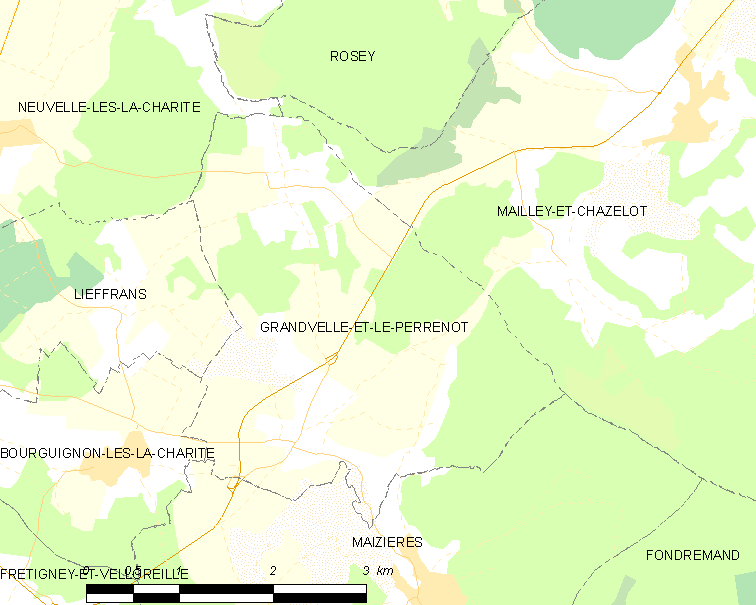
格朗韦勒和勒佩勒诺的OSM定位图

## 行政
格朗韦勒和勒佩勒诺的邮政编码为70190，INSEE市镇编码为70275。

## 政治
格朗韦勒和勒佩勒诺所属的省级选区为索恩河畔塞和圣阿尔班县。

## 人口

1962-2008年间格朗韦勒和勒佩勒诺人口变化图示

格朗韦勒和勒佩勒诺于2022年1月1日时的人口数量为379人。